# Слобода (Конотопський район)
Слобода́ — село в Конотопському районі Сумської області. Населення становить 3056 осіб. До 2020 орган місцевого самоврядування — Слобідська сільська рада.

## Географія
Село Слобода знаходиться на березі одного з витоків річки Єзуч, нижче за течією на відстані 2 км розташоване село Грузьке. На річці та її численних притоках зроблені загати. Поруч проходять автомобільна дорога Т 1910 і залізниця, станція Путійська. За 1,5 км знаходилося зняте 1988 року з обліку с. Радянське.

## Населення

### Мова
Розподіл населення за рідною мовою за даними перепису 2001 року:
| Мова            | Кількість | Відсоток |
| --------------- | --------- | -------- |
| українська      | 2956      | 96.73%   |
| російська       | 74        | 2.42%    |
| білоруська      | 6         | 0.20%    |
| румунська       | 2         | 0.07%    |
| болгарська      | 1         | 0.03%    |
| інші/не вказали | 17        | 0.55%    |
| Усього          | 3056      | 100%     |

## Історія
Слобода виникла у другій половині XVII століття. Село Попова Слобода наприкінці 1850-х років розміщувалось на землях путивльських попів, тому є ймовірність, що селу не чотири чи п'ять сотень років, а набагато більше, до того ж, поряд розташоване село Успенка, де були знайдені останки Черняхівської культури.

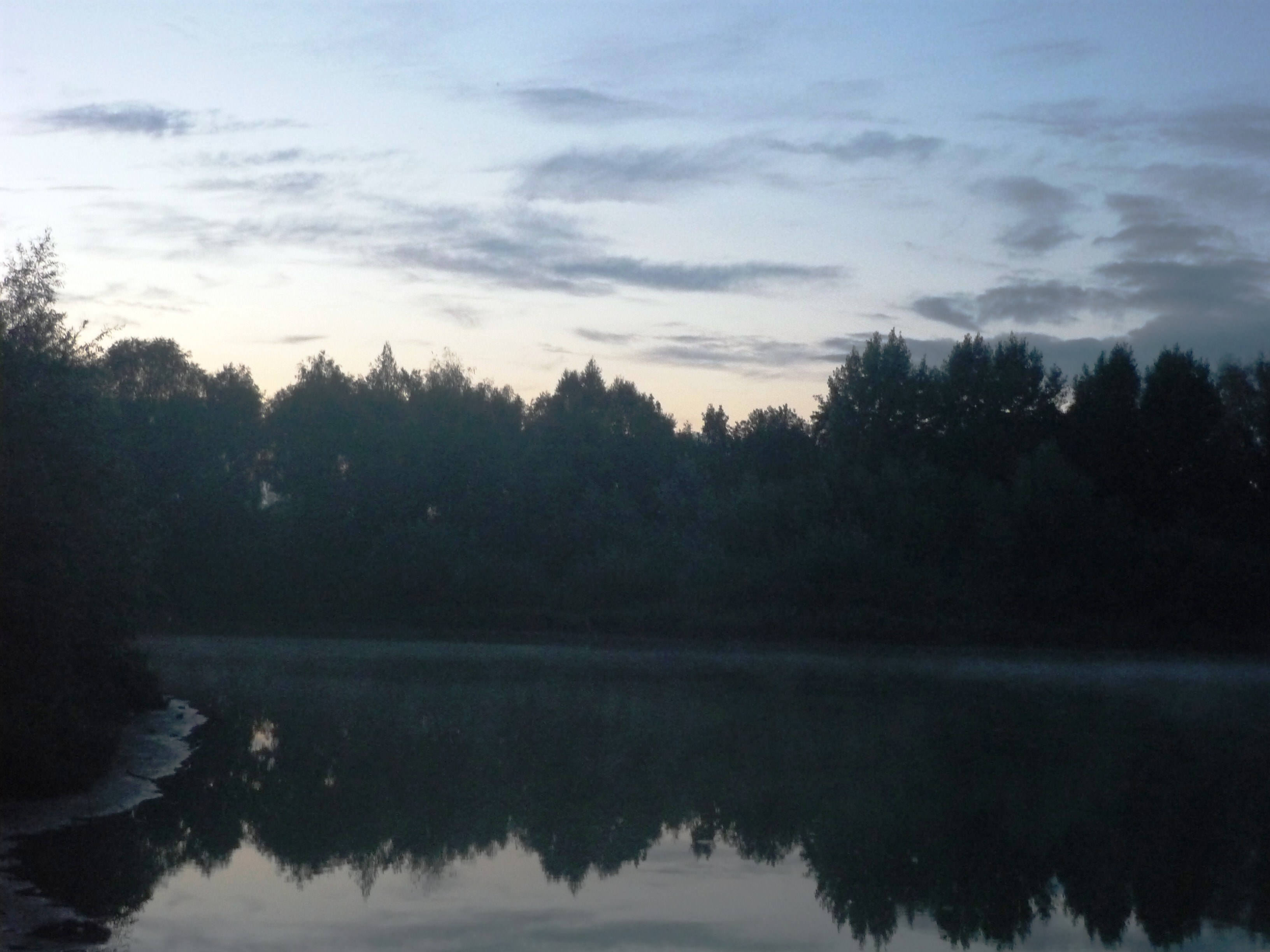
Річка Слов'янка

У 1283 році баскак Ахмат заснував на землях Воргольського і Липовицького князівств дві слободи, жителі котрих, користуючись його заступництвом, грабували навколишні села, вбивали людей. Коли ж Воргольський князь Олег і Липовицький князь Святослав напали у відповідь на слободи Ахмата, до їх князівств на прохання баскака увірвалось військо хана Ногая. 13 січня 1284 року воно спустошило більшість населених пунктів на території Липовицького і Воргольського князівств, багато людей забрало в полон. Імовірно, що після 13 січня 1284 року ця територія була повністю зруйнована. Але ці відомості є свідченням того, що після 1240 року тут жили люди. Про це свідчать назви в народній топоніміці цієї місцевості. Слободу в Липовицькому імовірно, слід ототожнювати з територією поблизу сучасних сіл: Слобода, Леонтіївка (Буринський район), що розташовані на березі старого русла р. Єзуч. Але ці відомості на території Буринщини детально не досліджені.

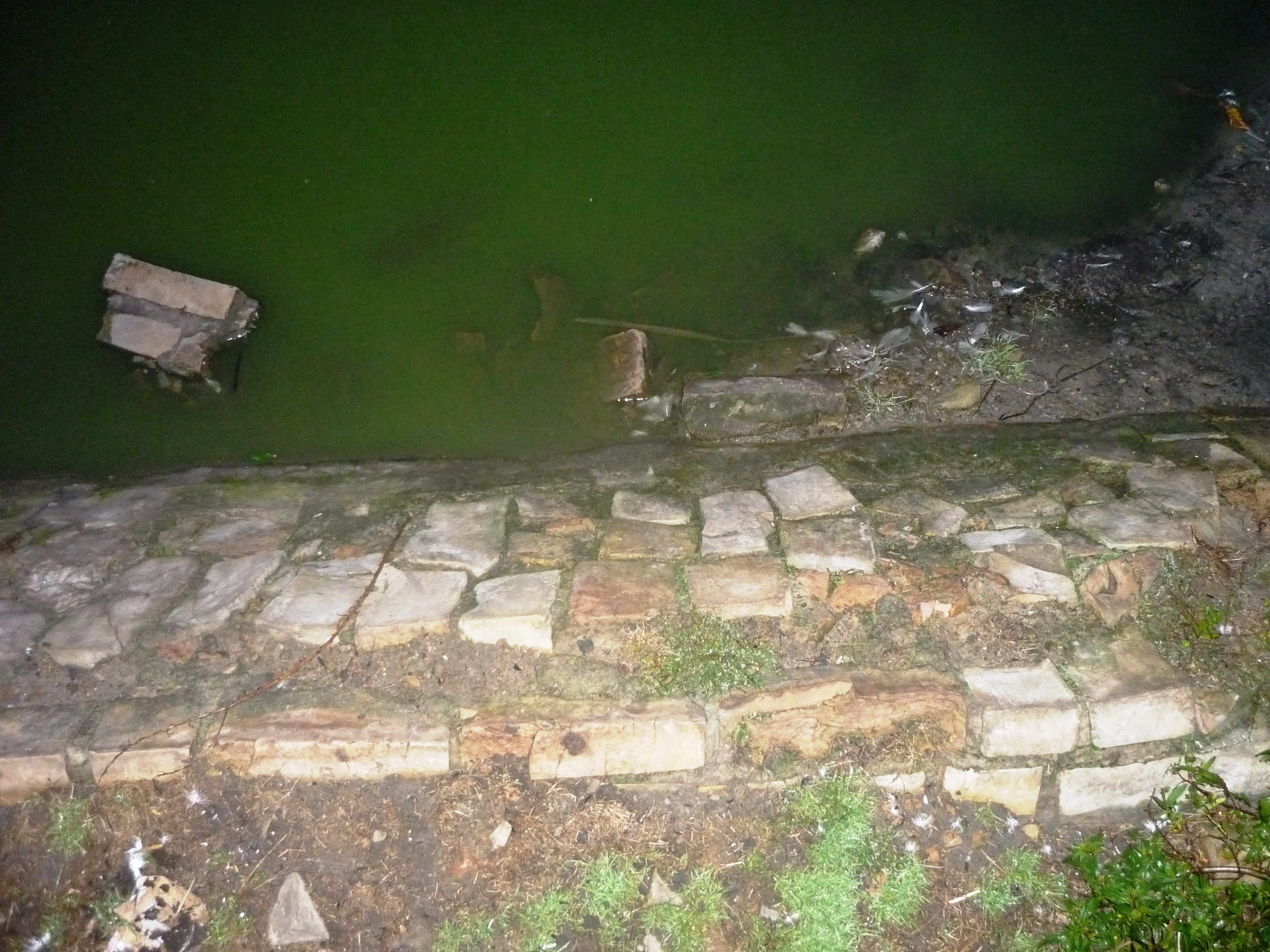
Берег річки біля будинку Бошів

Слобода — центр Попово-Слобідської волості до якої входили село Головинка (наприкінці 60-х років минулого століття статус села припинено, селище Леонтіївка, Сорочинське та Радянське (Первомайське). Радянське існувало до 1980 року. На початку 19 століття, частина Попової Слободи, яка була у власності графа Апраксина, стала самостійним селом Степанівка.
Назви вулиць та селищ походять від прізвищ як жителів, так і поміщиків, котрим вони належали. Головинка належала графу Головіну, син якого був похований поряд церкви, декілька десятиліть обеліск з його могили знаходився на подвір'ї жителів села, а потім був вивезений на звалище відходів заводу. Зараз він знаходиться на цвинтарі по вул. Козлова. Леонтіївка належала поміщику Леонтію, Лександровка — пану Олександру, Левківщина — пану Левку. Садиби їх знаходились по берегах річки Солов'янка, де по цей час дно річки викладено цеглою.
Із початком роботи цукрового заводу поруч з'явився «собачий хутір», у середині 60-х років там було декілька будинків, тримали собак для охорони заводу. Сьогодні це одна з найбільших вулиць села — вулиця Маяковського, на якій впорядковано дорогу, проведено газопровід. Три «курячі» (нині вулиці Михайличенка, Чехова, Ульянова) — це поселення працівників заводу. Говорили, що вулиці розмістились «як курі біля гнізда». Ці народні назви живуть і понині.
Селом протікає притока Сейму — Єзуч, в яку впадає цілий каскад ставків (розміщених біля парку в Леонтіївці, ставки в Головинці, на Кіровщині, Андріяновці, Курячих) та річка Солов'янка.
- 12 червня 2020 року, відповідно до розпорядження Кабінету Міністрів України № 723-р «Про визначення адміністративних центрів та затвердження територій територіальних громад Сумської області», село увійшло до складу Буринської міської громади[3].
- 19 липня 2020 року, в результаті адміністративно-територіальної реформи та ліквідації Буринського району, увійшло до складу новоутвореного Конотопського району[2].

## Історичні місця

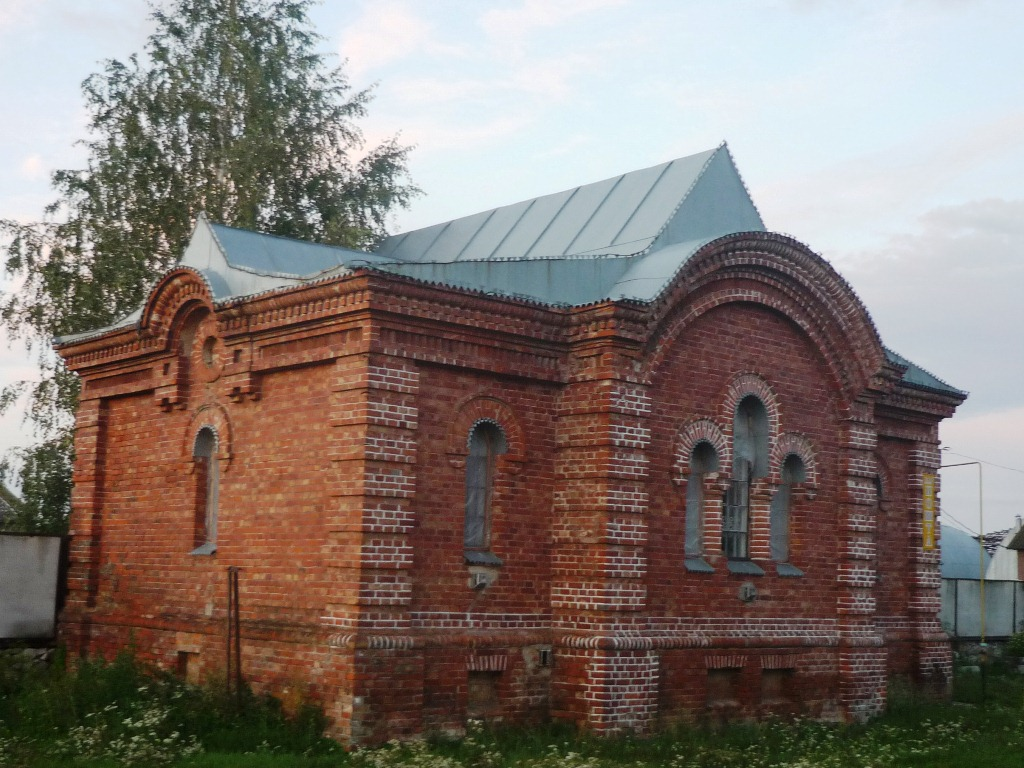
Колишня сторожка Троїцької церкви, 2012.

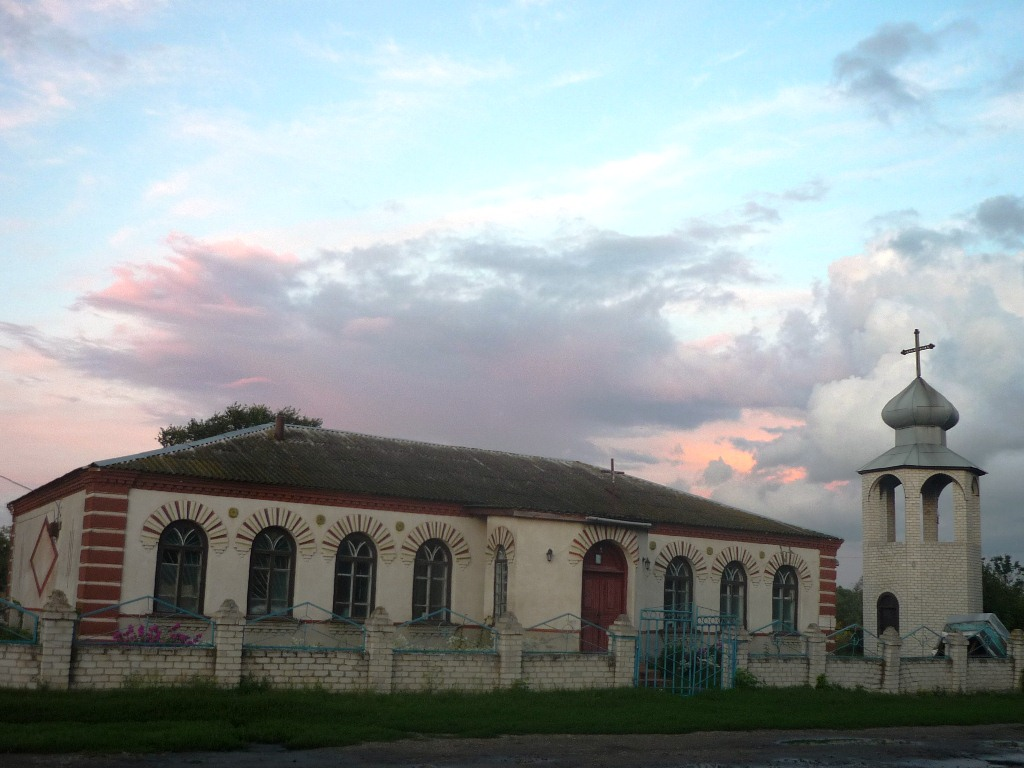
Нині діюча церква (колишня земська школа ІІ половини ХІХст. та склад, початкова школа, відділення міліції за радянських часів), 2012

Будинок Бошів.
До початку XIX століття значна частина земель села належала німцю (за іншими даними австрійцю) Бошу, який товаришував із власником сіл Бережне та Анютино. У свій час Бош переписує свій маєток дочці того пана Зінаїді (за переказами, коханці Боша) — звідти й «народна» назва будинку — будинок Зіньки Бошихи. Сама садиба була збудована не пізніше 1903 року, ще до перенесення цукрового заводу з-під села Козацького І. С. Курдюмовим. Керував будівництвом будинку управитель Насєдкін, котрий викликав з Італії спеціалістів, які цей будинок і збудували. Навкруги будинку був насаджений сад, перед будинком викопаний ставок, в якому плавали лебеді. Бошиха Зінька, як її називали в народі, правила маєтком ? до 1916 року. Селяни її дуже любили за турботу про них. Наприклад, на свята вона провідувала сім'ї, в яких були малі діти, й завжди давала їм гостинці. Провідувала й сім'ї, де були хворі й допомагала їм — комусь одягом, комусь — харчами. Сам Бош незабаром помер, та й у Поповій Слободі він не жив. Зінаїда була розумною жінкою, й тому заздалегідь свої землі продала заможнім селянам — панам Олександрі й Левку, а сама виїхала за кордон. Виїжджала спішно, бо залишила дівчину Софію, що жила в її родині. Своїх дітей не мали. Маєток був розграбований, сад вирубаний, а ставок після пуску заводу забруднений. В самому будинку до 1969 року (ЗНАЧНО ДОВШЕ ДО ПОЧАТКУ 70-Х) знаходилась пекарня, інша його частина була здана під квартири. У 1990 році в ньому сталася пожежа, був пошкоджений дах.
Згідно з архівними ж даними, червоний дім — це власність Бошів Якова Івановича та Олени Іллівни. Вона померла 12 жовтня 1903 року у віці 68 років від простуди. Про це свідчать метричні книги Троїцької церкви села Попова Слобода за 1903 рік, розділ «Умершие» сторінка 382. Швидше за все це вона похована в склепі, який коли будували заводський «бам» розкрили бульдозером. Про проживання в нашому селі поміщика Я. І. Боша і наявність у його власності поповослобідських земель свідчать «Викупні договори» за 29 травня 1873 року, представлені РДІА м. Санкт-Петербурга. А ось витяги з надісланих матеріалів Державного архіву Курської області свідчать: «…» Володіннями ж Курдюмових було вся територія заводу і промислова, і житлова. Будинок в якому проживали Курдюмови Василь Павлович та його дружина Катерина Олександрівна з доньками Надією та Людмилою, яка народилася 9 липня 1913 року, колишній двоповерховий гуртожиток з великими світлими вікнами у двір.
Цукровий завод

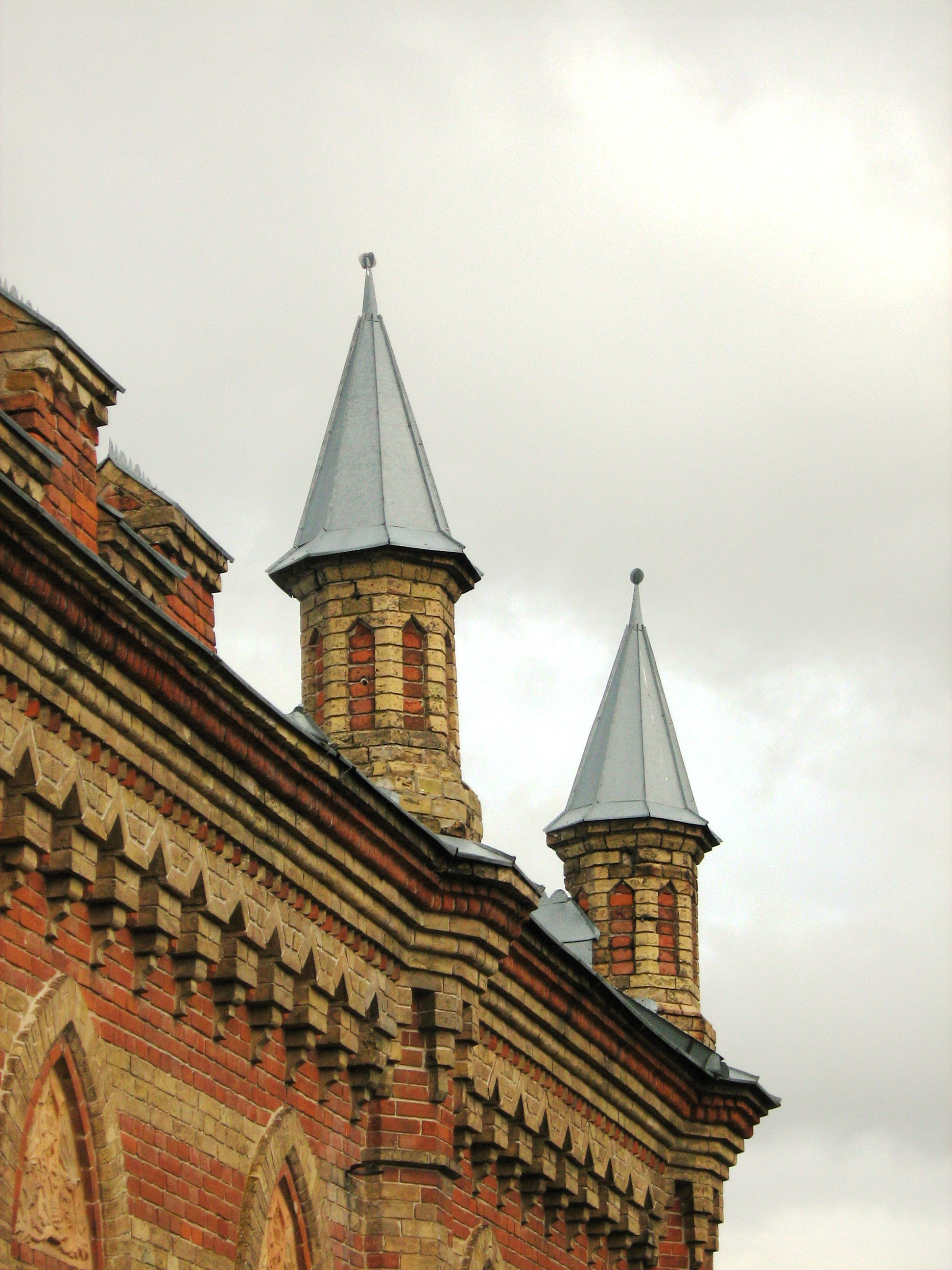
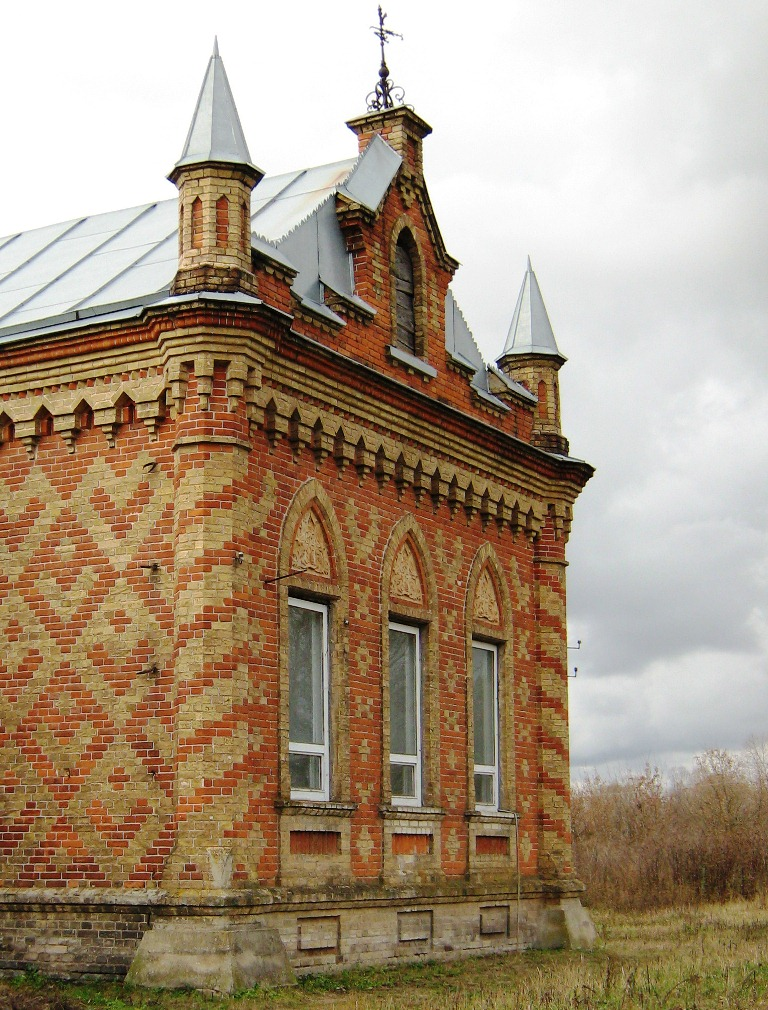
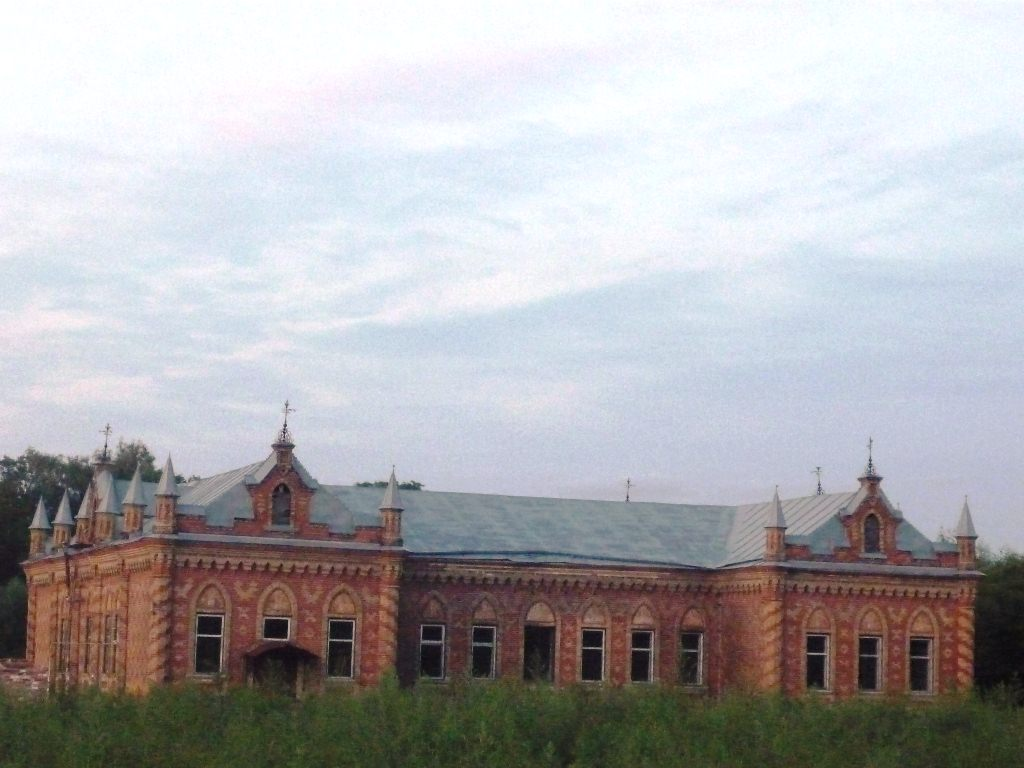
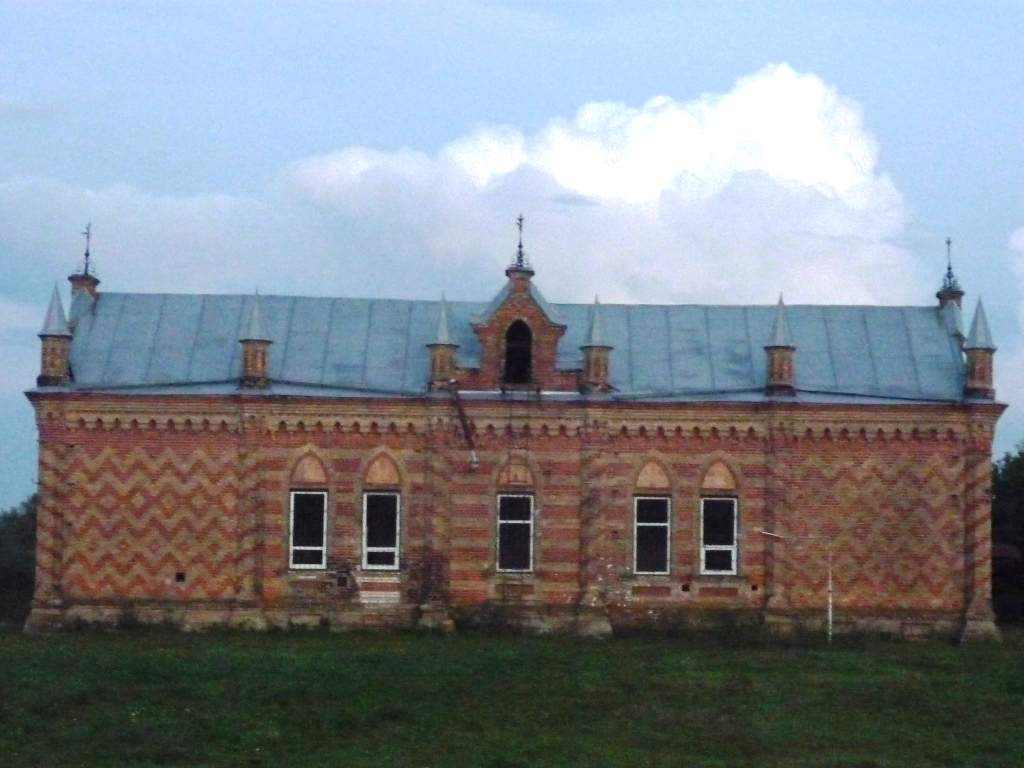
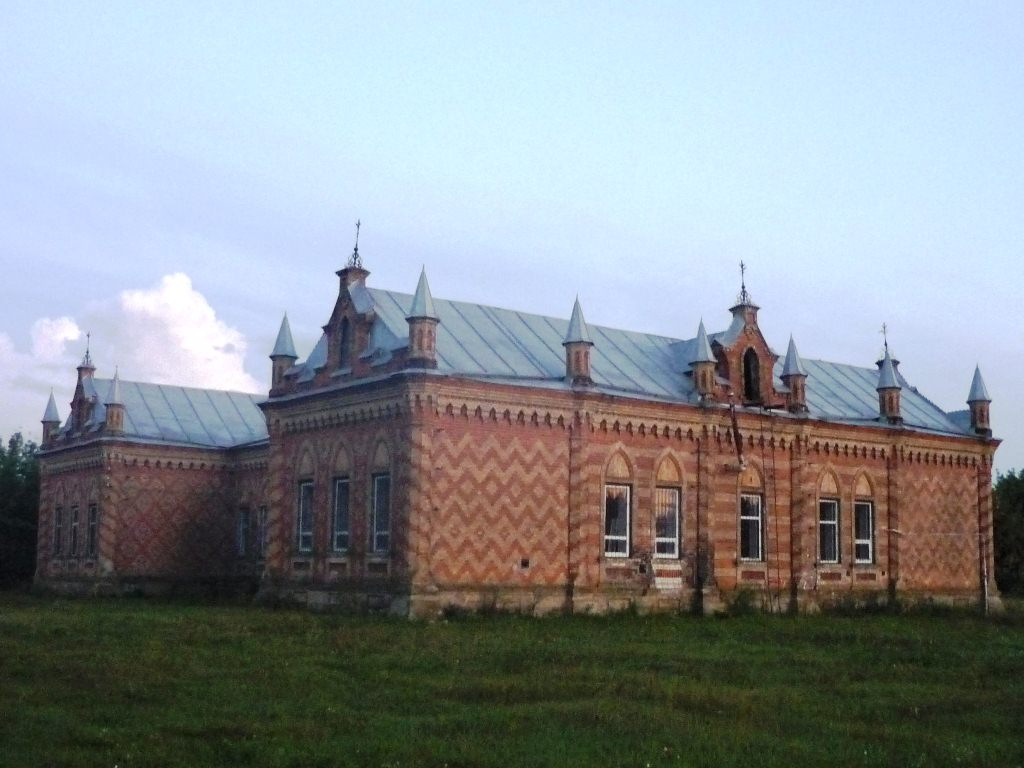
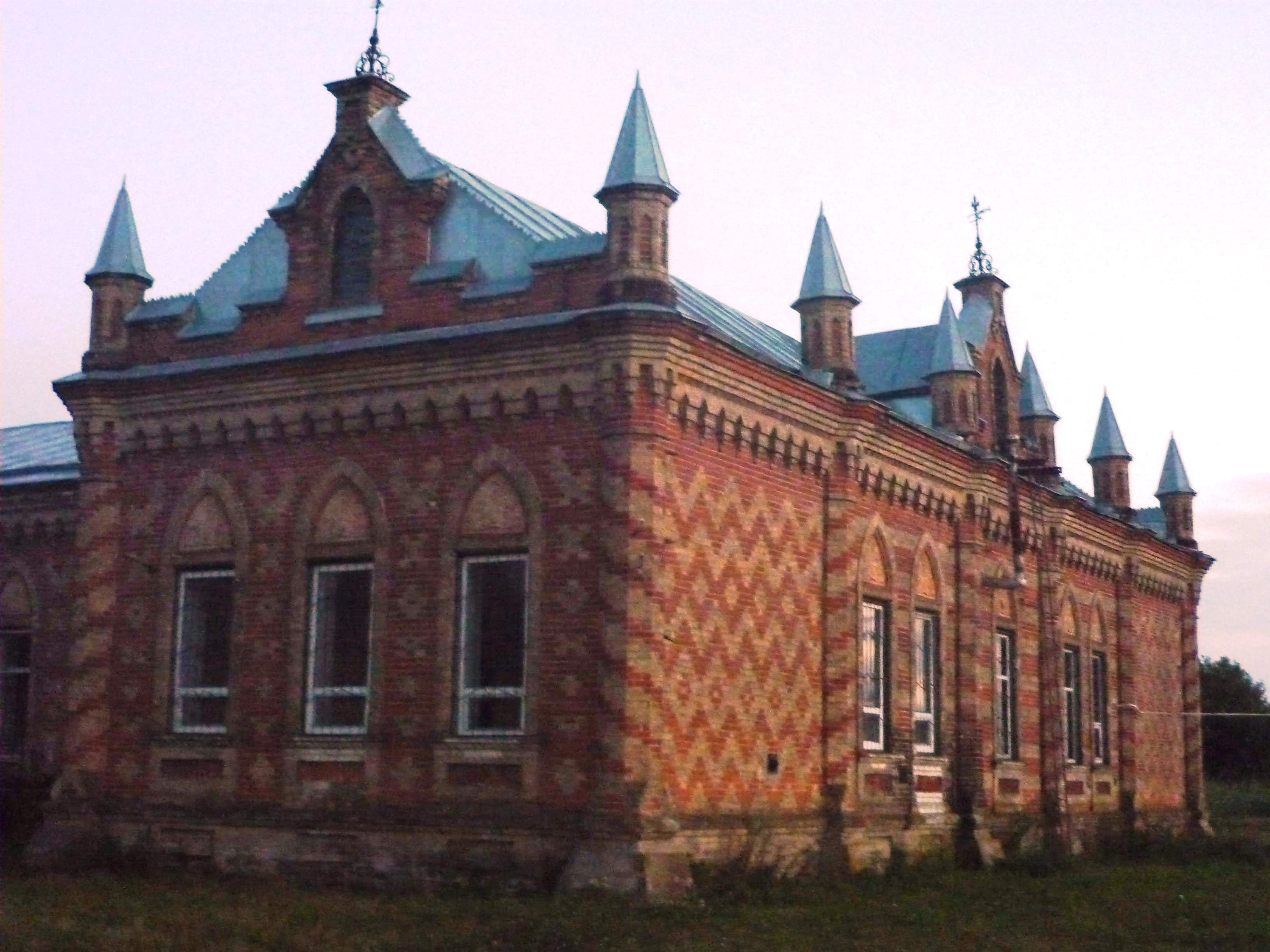

Цукровий завод з-під села Козацького до Слободи переніс І. С. Курдюмов, новий власник маєтку Бошів. Проте сам він у селі не жив, а мешкав у Петербурзі. До будівництва цукрового заводу поряд працював крохмальний завод (нині — садиба Гудименка Д. Й.).
Храм
На початку XIX ст. в селі була Дмитріївська дерев'яна церква (раніше — Троїцька). 
17 вересня 1913 року до 300-ліття дому Романових в селі було освячено Троїцьку церкву, зведену  за проектом архітектора Розанова. Живописні роботи були виконані художником Поповим. Донатором будівництва храму виступив граф Муравйов. Головний великий дзвін був подарований царицею. У 1929 році церкви були знищені місцевими комуністами.
Після проголошення незалежності України в селі з'явився храм УПЦ МП (в панському маєтку, де раніше знаходилась початкова школа, потім опорний пункт міліції).

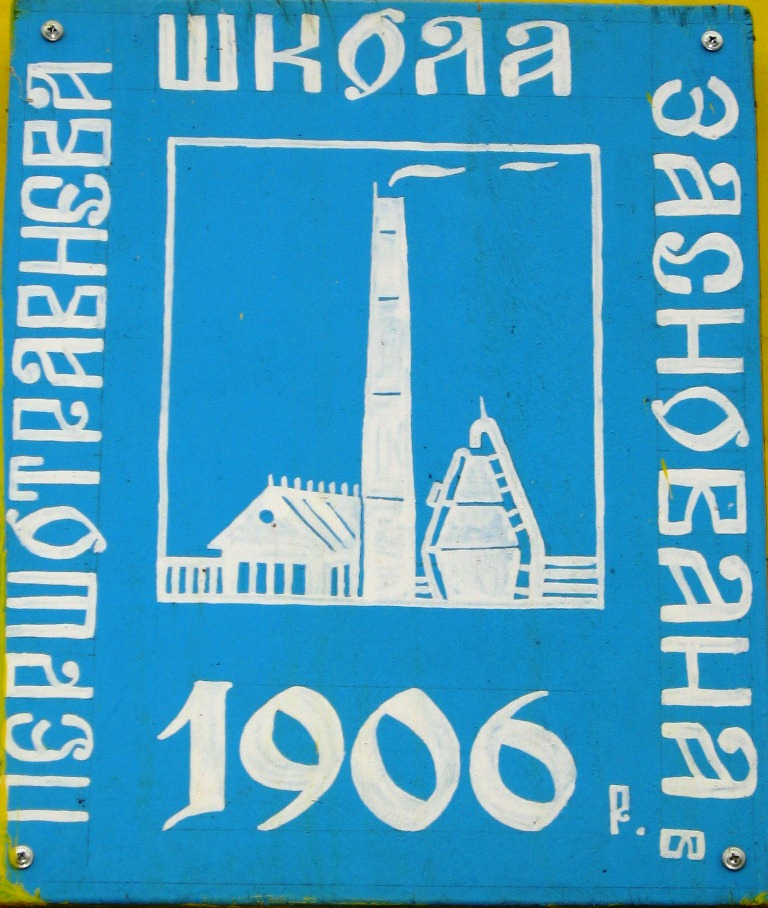
Табличка Першотравневої середньої школи, 2012

Школа
Перші школи в Слободі — церковно-приходські. Вони функціонували ще при Дмитріївській церкві. 100-літній ювілей в 2010 році відсвяткувала Першотравнева середня школа, яка мала назву Катановича від назви заводу. У 20-х роках ХХ ст. була збудована нова, двоповерхова школа.

## Економіка
До цукрового заводу в селі працював крохмальний завод. А також були ями для випікання цегли. Після Другої світової війни колгосп ім. Кірова збудував цегельний завод, який був знищений наприкінці 90-х рр. ХХ ст. У 2001 році приміщення цукрового заводу були зруйновані, обладнання здано на брухт.
Колгосп ім. Кірова було об'єднано з колгоспами на Андріянівці, та Синичовці в радгосп «Першотравневий». Колгоспи ім. Сталіна, ім. Шевченка, «Червоний Донбас», «3-тя п'ятирічка» об'єднані в колгосп «Україна». Нині це ГП АПП агрофірма «Україна».

## Дозвілля та пам'ятники

Братська могила радянських воїнів

У селі налічувалося 5 клубів, 3 сільські бібліотеки та кінотеатр «Супутник». Сьогодні працює один будинок культури, літній танцювальний майданчик, сільська бібліотека.
Пам'ятники:
- обеліск загиблим воїнам, захисникам села в роки Великої Вітчизняної війни
- пам'ятник невідомим солдатам, котрі загинули під час бомбардування станції «Путейська» (знаходиться біля станції)
- пам'ятник невідомому солдату
- обеліск воїну-інтернаціоналісту Саші Солдатенку, який загинув в Афганістані
- пам'ятник С. Кірову

## Демографія
За даними на 1862 рік у власницькому селі Попова Слобода Путивльського повіту Курської губернії мешкало 2679 осіб (1333 чоловіки та 1346 жінок), налічувалося 320 дворових господарств, існувала православна церква.
За станом на 1880 рік у колишньому власницькому селі, центрі Попово-Слобідської волості, мешкала 3081 особа, налічувалось 497 дворових господарств, існували православна церква, школа, богодільня та лавка.
2009 року було відкрито дитячий садок «Струмочок», який свого часу довелося закрити через банкрутство Першотравневого цукрового заводу (заклад перебував на його балансі). До честі місцевої влади і батьків, вдалося зберегти приміщення, меблі, обладнання — сільська рада потурбувалася про те, щоб тут постійно чергував сторож. Кошти на ремонт і відновлення виділили обласний та районний бюджети, не залишилися осторонь батьки. Тож понад 50 сільських дітлахів наповнили гамором кімнати дитсадка, розрахованого на 60 місць.

## Голодомор 1932—1933 років
У 1928—1929 рр. на території сільради були утворені артіль імені Молотова, яку очолив Я. Циба, артіль імені Шевченка (І. П. Геращенко), «Українець» (П. Шешеня), «Дніпрова хвиля» (С. Баран), імені Петровського (Гудименко), «Червоний Донбас» (голова -Чорний). В артіль імені Сталіна об'єдналося 132 селянських господарства, що становили 458 га земельних угідь. Уже 10 серпня 1932 увесь колгоспний сектор села занесли на «чорну дошку».
Мартиролог по селу складали за свідченнями очевидців, дався взнаки брак писмених джерел. У 1933 році померли.}}:
| Прізвище, ім'я            | Примітки |
| ------------------------- | -------- |
| Авдієнко Надія            | 10 років |
| Баранов Микола            |          |
| сім'я Гавриленків         | 5 осіб   |
| Гончар григорій           | 15 років |
| Друзенко …                |          |
| Друзенко …                |          |
| Друзенко Катерина         |          |
| Друзенко Марина           |          |
| Друзенко Наталія          |          |
| Друзенко Тетяна           |          |
| Котикова [ім'я невідоме]  |          |
| Котикова [ім'я невідоме]  |          |
| сім'я Котькових           | 7 осіб   |
| Невкапса Левко Наумович   |          |
| Невкапса Марія Гаврилівна |          |
| Невкапса Михайло Наумович |          |
| Обруч [ім'я невідоме]     |          |
| Обруч Олександр           |          |
| Різник Омелян             |          |
| Чумак …                   |          |
| Чумак …                   |          |
| Шелудняк Леонід           | 9 років  |
| Шелудянк Марина           | 17 років |
| Шелудняк Марфа            | 20 років |
| Шелудняк Микита           | 22 роки  |
| Шелудняк Настя            |          |

Село важко пережило голодомор за свідченнями очевидців:

| Їли все: лободу, листя липи, кропиви, сушили і терли на борошно каштани і жолуді, зривали і пекли зелені яблука… Раз прийшли додому, а матері нема. Пошли ми її шукать. Ходили, гукали. Коли чуєм, обзивається: “Я тут”. А мати пішла зрізать колоски, але була така слаба, що зачепилася за жито і впала. Підняли ми матір, привели додому, принесли ті колоски. Посушили їх на печі, потовкли, просіяли, зліпили і спекли коржик, а з крупинок зварили куліш. Наїлись так, що у мене перестав робить шлунок… Понесло з мене, ходить не можу. Винесли мене в сарай, поклали в сани, прорізали дірку, щоб під себе не ходила, і оставили помірать. Прийдуть – заглянуть; ще не вмерла – жива. Дадуть якоїсь бурди ковтнуть, а воно все назад виходить. Так лежала і не жила, і не вмирала. Як у смертній камері (плаче). Коли приїхав батько і привіз цілий пуд борошна і бідон перегону. Прийшов до мене в сарай, приніс два коржики і чашку кисляку… Катрошку на Роздво (Різдво) заставляли везти в сусіднє село і зсипать у кучу. Мороз, картопля ізмерзлась, сиплють, а вона торохтить, як каменючка. Так там уся і померзла, зогнила, а в людей забрали, не оставили і садить. Люди ходили страшні, чумні. Пухли ноги, руки, животи. Тіло лопається, тече з нього. Ходять всі чумні, нічого не понімають, готові тебе здісти... В селі все забирав... з бригадою. Була на той час приказка: “Як був Микола дурачок, була булка п’ятачок, як настали комуністи – ми не стали хліба їсти”. Бокатов казав: “Москву годувать”. Померло багато людей. Залишилася в селі 1/3 половина людей. Ніхто нікого не ховав. В кого були ями з-під картоплі чи буряків, стягували і в кучу кидали туди по сім душ (хто міг ще ходить). У 1933 році стало легше. Вступили в колхоз. Заробляли трудодні. Васіна Євдокія Савеліївна, 1913 р.н.[10]. |

## Відомі мешканці
За самовіддану працю 259 працівники нагороджені орденами й медалями СРСР.
- Звання Героя Соціалістичної Праці удостоєні: О. І. Біла, Ф. Ф. Мостипан, Г. С. Петрушенко, О. Є. Решетник, С. А. Солдатенко і К. Є. Якименко — ланкові радгоспу; учителька Є. К. Касьяненко
- Орденами Леніна та Жовтневої Революції нагороджені: К. Ф. Козлов — голова колгоспу
- Орденами Леніна: А. М. Демченко, А. Я. Кривенко, К. І. Нянько, М. Ф. Попова — працівники колгоспу
- Орденами Жовтневої Революції нагороджені: С. І. Соловей, голова сільради; трактористи І. В. Литвиновский і В. І. Мяус, телятниця А. Н. Вареник і доярка Н. І. Сіренко.

На фронтах Другої світової та у партизанських загонах воювали 865 жителів, 371 нагороджені орденами та медалями СССР, 494 загинули у боях.
- Базарний Олександр Семенович — старший солдат Збройних сил України, учасник російсько-української війни[11].
- Білоножко Віталій Васильович — український співак.
- Брайченко Олег Віталійович (1971—2015) — молодший сержант ЗСУ, учасник російсько-української війни[12].
- Жигун Олександр Іванович — український хоровий диригент.
- Ліщенко Микола Іванович — колишній сільський голова, краєзнавець.
- Лук'яненко Олександр Вікторович — український поет.

Уродженцем Слободи є Михайлик Володимир Георгійович — бортовий інженер авіаційної ескадрильї спеціального призначення на вертольотах Спеціального авіаційного загону Оперативно-рятувальної служби цивільного захисту Державної служби України з надзвичайних ситуацій, учасник російсько-української війни.